# Potápka krátkokřídlá
Potápka krátkokřídlá (Rollandia microptera) je ohrožený druh nelétavé potápky, který se vyskytuje na vysokohorských jezerech jihoamerické náhorní plošiny Altiplano, zejména na jezeře Titicaca.

## Systematika
Druh formálně popsal anglický ornitolog John Gould v roce 1868. Jedná se o monotypický taxon. Některé starší zdroje druh řadívaly do monotypického rodu Centropelma.

## Popis
Potápka krátkokřídlá dosahuje délky těla kolem 28–45 cm. Dospělý jedinec má na týle krátkou rudohnědou chocholku. Svrchní strana těla je hnědá s příměsí rezavé. Temeno, zadní a boční strany krku jsou rezavé. Loketní letky jsou bílé. Spodní strana hlavy, hrdlo a přední strana krku jsou sněhobílé. Hruď a spodina je světle žlutohnědá či šedohnědá s příměsí bílé. Zobák je na horním hřebeni tmavý, zespodu žlutý. Prsty na nohou jsou shora žluté, zespodu šedohnědé. Prostý šat je mnohem bledších barev a postrádá chocholku.

## Výskyt

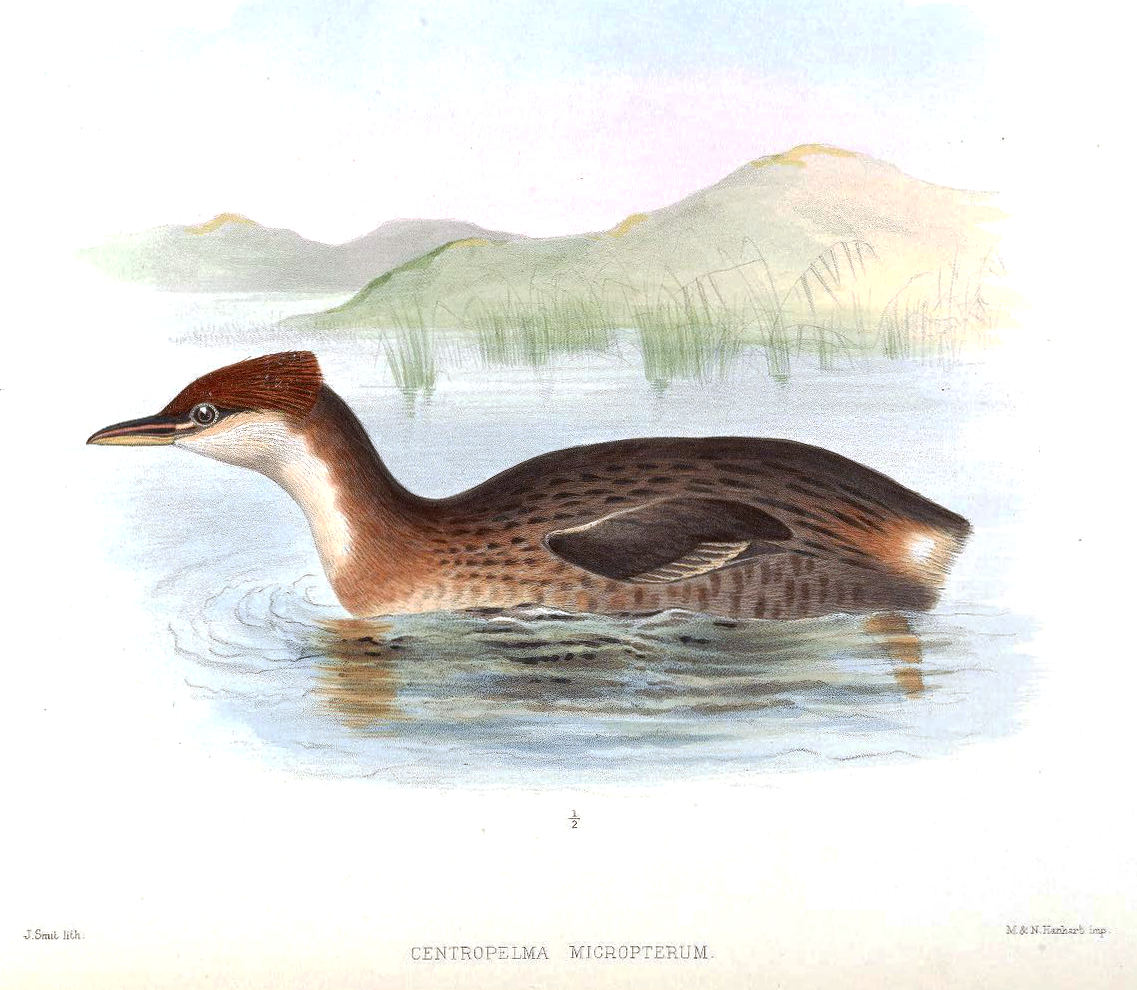
Ilustrace potápky krátkokřídlé (Joseph Smit, 1869)

Těžiště výskytu potápky krátkokřídlé představuje obrovské jezero Titicaca, které se nachází na peruánsko-bolivijské hranici v nadmořské výšce přes 3800 metrů. Toto jezero dalo potápce jméno v angličtině (Titicaca grebe) i španělštině (zampullín del Titicaca, macá del lago Titicaca). Vedle Titicacy je potápka krátkokřídlá rozšířena i v přilehlých menších jezerech, jako je Poopó, Uru Uru, Arapa či Umayo. Hnízdní stanoviště představuje mozaika otevřené vodní plochy spolu s trsy vodní vegetace a rákosí. Místní rákosiny jsou tvořeny převážně až 7 m vysokým skřípencem Schoenoplectus californicus subsp. totora.

## Biologie a chování
Jedná se o rybožravou potápku, jejíž jídelníček tvoří z 97–98 % ryby. Potravu si zpestřuje členovci a vodním hmyzem, vzácně sezobne i žábu. Potravu hledá pod vodou v blízkosti vodní vegetace. Loví ryby do délky 15 cm. Má pouze zakrnělá křídla a je nelétavá.
Tato samotářská potápka může zahnízdit v kteroukoliv roční dobu, nejčastěji hnízdí v listopadu a prosinci. Samice klade 1–4, obyčejně 2 vejce. Mláďata se rodí obalena prachovým peřím, které má světlou spodinu a na krku a na hlavě výrazné bílorezavé pruhování.

## Ohrožení
Potápka krátkokřídlá je ohrožený druh s velmi malou populací kolem 250–1000 dospělců. Populace v posledních desetiletích utrpěla poměrně dramatický pokles, za kterým stojí hned několik faktorů. K těm patří neregulované používání tenatových sítí, do kterých se potápky krátkokřídlé nechtěně zachytí a zemřou vyčerpáním, jak se ze sítě snaží dostat, udušením či utonutím. Kvalita vody v jezerech Poopó a Uru Uru je ohrožena kontaminací z nedalekých dolů. Do místních jezer byly introdukovány dravé ryby, které přeměňují místní ekosystémy. V některých oblastech jsou potápky krátkokřídlé dokonce loveny lidmi na maso a jejich vejce sbírána na jídlo. Místní rákosiny, které představují klíčový hnízdní habitat potápek, jsou již po staletí využívány jako potrava pro dobytek. S nárůstem lidské populace v oblasti hrozí nadměrný sběr těchto rákosin. Nárůst turismu má na potápky rušivé vlivy a může negativně ovlivnit jejich hnízdní úspěšnost. Populační nárůst se negativně popisuje i na kvalitě jezerních vod.